# 토론토 지하철
토론토 지하철(영어: Toronto Subway)은 토론토 교통국이 운영하는 캐나다 온타리오주 토론토와 위성 도시인 본을 잇는 도시 철도 체계이다. 대부분 지하 구간으로 운행하는 세 개의 중전철 노선으로 이루어져있다. 또한 지상과 지하 구간을 포함하는 경전철 노선 두 개와 중전철 노선 한 개가 공사 중에 있다.
1954년에 영가를 따라 유니언에서 에글린턴역까지 12개 정거장으로 개통한 토론토 지하철은 캐나다의 첫 지하철이였으며, 당시에는 "영 지하철"이라고 불렀다. 2018년 기준 토론토 지하철은 총 연장 70.5km, 70개역으로 이루어져있으며, 누적 승객 수가 2억 1600만 명을 넘었으며, 평일 평균 158만 명의 승객으로 캐나다에서 가장 바쁜 도시철도이기도 하다.
토론토 지하철은 시내버스와 노면전차 등 다양한 교통수단과 연계되어있으며 대부분의 시내버스와 노면전차 노선을 지하철역에서 별다른 추가요금 없이 손쉽게 갈아탈 수 있다.
대중교통 확장은 전세계의 여느 도시와 같이 중요한 사안으로 토론토시와 온타리오주는 광역 토론토 지역에 늘어나는 평균 출퇴근 시간과 도로 정체에 따른 경제적 손실을 감안해 토론토 등지의 도시철도 확장 방안을 마련하고 있다. 이에 따라 5호선 에글린턴 및 6호선 핀치 경전철 및 온타리오선 신설, 영 지하철 북부 연장, 2호선 블루어-댄포스 스카버러 연장 등 다양한 노선 신설 및 연장안이 폭넓게 논의되고 있다.

## 노선
| 지하철 및 RT 시스템 노선도                                                           | 지하철 및 RT 시스템 노선도                    |
| ------------------------------------------------------------------------------------ | --------------------------------------------- |
|                                                                                      |                                               |
| 1호선 영-유니버시티 가운데 유니언역을 기준으로 핀치역부터 본 메트로폴리탄 센터역까지 | 2호선 블루어-댄포스 키플링역부터 케네디역까지 |
| 4호선 셰퍼드 셰퍼드-영역부터 돈밀스역까지                                            |                                               |

토론토에는 운행 중인 도시 철도 노선이 세 개가 있고 공사 중인 노선이 세 개가 있다.
- 1호선 영-유니버시티는 토론토 영가와, 유니버시티 애비뉴, 스파다이나 로드를 경유하는 U자형 노선으로, 1954년 3월 30일에 개통한 30.2km의[9] 중전철이다. 1954년 3월 30일 유니언역에서 에글린턴역까지, 1963년에는 유니버시티선이 개통하여 유니언역에서 세인트조지역까지 개통하였으며, 1973년에는 에글린턴역에서 요크밀스역까지, 1974년에는 요크밀스에서 핀치역까지 개통하였다. 1978년에는 스파다이나선이 개통하여 세인트 조지역에서 윌슨역까지 개통하였다.[10] 1978년에는 노스요크센터역이 핀치역과 셰퍼드역 사이에 신설되었고, 1996년에 셰퍼드 웨스트역이 개통되었다.[10] 2017년 12월 17일, 스파다이나선 구간이 연장되어 셰퍼드 웨스트역에서 본 메트로폴리탄 센터역까지 연장되어 오늘날에 이르렀다.[11]

- 2호선 블루어-댄포스는 토론토 블루어 스트리트와 댄포스 애비뉴를 경유하는 동서축 노선으로, 1966년 3월 25일에 개통한 26.2 km의 중전철이다. 1966년 3월 25일에 킬역에서 우드바인역까지 개통하였다. 공사는 동서 양 쪽으로 진행되어 1968년 3월 11일에는 서쪽으로 이즐링턴역까지, 동쪽으로 워든역까지 개통하였다. 1980년에는 다시 노선이 양 쪽으로 연장되어 서쪽에는 키플링역이, 동쪽에는 케네디역이 개통하였다.[10]

- 4호선 셰퍼드는 토론토 셰퍼드 애비뉴 동부를 다니는 노선으로, 2002년 11월 22일에 개통한 5.5km의 지하철 노선이다.[10] 이는 토론토에서 가장 짧은 도시 철도 노선이기도 하다.[12]

아래 두 경전철과 하나의 중전철 노선은 현재 공사가 진행 중이다.
- 5호선 에글린턴, 또는 에글린턴 크로스타운 경전철은 에글린턴 애비뉴를 따라 놓이는 길이 19km의 경전철 노선으로, 동쪽의 케네디역에서 서쪽의 마운트데니스역까지 이어진다.[13] 25개역으로 이루어진 이 노선은 15개 지하역과 10개 지상 정류장으로 이루어졌으며, 2011년에 착공하여 2022년에 개통을 앞두고 있고 공사 비용으로 총 120억 달러가 들어갔다.[14]

- 6호선 핀치 웨스트, 또는 핀치 웨스트 경전철은 1호선 영-유니버시티 핀치 웨스트역에서 험버 대학 노스 캠퍼스로 이어지는 길이 11km, 18개 정거장의 경전철 노선으로, 2019년에 착공하여 2023년에 개통을 앞두고 있다. 공사 비용은 총 12억 달러가 들어갔다.[15]

- 온타리오선은 엑시비션역에서 사이언스 센터역을 잇는 15.6km의 중전철 노선으로, 토론토의 금융가와 시내를 잇는 두 번째 지하철 노선이 될 전망이다. 이 프로젝트는 1980년대부터 수십 년 동안 추진된 1호선 영-유니버시티의 우회 노선인 다운타운 릴리프선 (Downtown Relief Line)으로부터 시작해 오늘날의 온타리오선으로 계획이 꾸준히 진화하였다. 2031년에 개통을 앞두고 있는 이 노선은 공사 비용이 170억 달러에서 190억 달러에 달한다. 온타리오선은 개통하는대로 노선 번호가 3호선이 된다.

2023년 7월까지 토론토 교통국은 스카버러에 고가로 다니는 중형 전철 노선을 운행하였다.
- 원래 스카버러 RT로 알려진 3호선 스카버러는 토론토의 교외 지역인 스카버러 지역을 운행하는 경전철과 중전철 사이의 중형 전철 노선이었다. 1985년에 케네디역에서 스카버러센터를 경유하여 매코원역까지 운행하였다. 이 노선은 토론토에서 유일하게 중형교통체계인 ICTS (Intermediate Capacity Transit System) 기술을 사용하였다.[16] 유지 보수 문제로 3호선은 2023년 11월 19일에 폐선될 예정이었으나, 같은 해 7월 24일에 열차가 탈선하여 약 4개월 일찍 폐선되었다.[17] 이에 따라 케네디역에서 스카버러센터역까지 셔틀버스가 운행하고 있으며, 셔틀버스는 2030년에 2호선 블루어-댄포스가 스카버러센터까지 연장될 때까지 계속 운행할 예정이다.[18]

## 역사

### 영 노선 공사
토론토에 지하철을 놓는 계획은 20세기 중반부터 시작되었는데, 이는 영 스트리트에 있는 노면 전차를 땅 속으로 묻는 계획이었다. 이러한 계획들은 1909년과 1912년 사이에 부각되었으나, 시민 투표를 통해 부결되었다. 1931년에는, 도시 관리 담당자인 해커가 프론트, 스코트, 빅토리아, 제라드에 넓은 회차선을 만들어 애비뉴 로드와 세인트 클레어 남부에서 프론트와 요크 스트리트로 남북을 가로지르는 노선을 계획하였다.

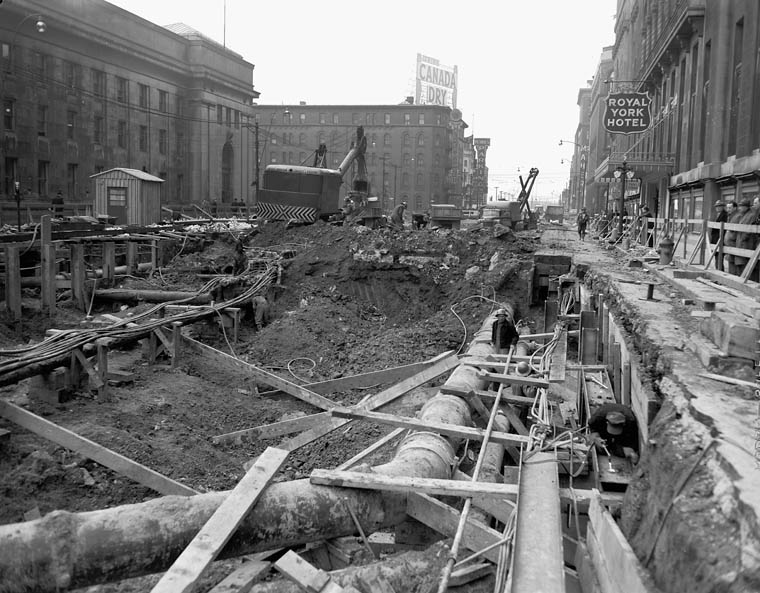
1950년 유니언역 앞 프론트 스트리트에서 진행된 지하철 굴착 공사.

2차 세계 대전 동안, '토론토 북부' (현재는 토론토 중앙)에서 영 스트리트 도심으로 온 노동자들은 기존 도로와 노면 전차 체계에 한계감을 겪고 있었다. 당시 전후에 예상되었던 자가용 붐이 도시의 교통 혼잡을 일으키는 것에 대해 고려를 해봐야 했다.
TTC는 도시 철도 부서를 조직하고 1942년부터 1946년까지 해결책을 찾던 도중, 절개식 공법으로 에글린턴 애비뉴, 프론트 스트리트, 그리고 유니언역까지의 구간을 노면 전차 대신 지하를 다닐 수 있게 되었다. 게다가, 이 공법은 기존에 있던 퀸 스트리트의 노면 전차를 영 스트리트의 동쪽에서 서쪽으로 달릴 수 있게 하였다. 마침내 이 안건은 1946년 1월 1일, 시민 투표에 상정해 가결되었다. 토론토 시 당국은 4개월 후 공사를 승인하였다.
당시 그 안에는 연방 정부가 20%의 보조금을 주는 것이 포함되어 있었다. C. D. 하우 연방 재건부 장관은 1945년 10월 3일, 연방 정부의 지원을 약속하였다. 그러나, 정부 지원은 고용 방안에 대한 거절로 인해 이루어지지 않았다. 결국 계획 규모를 20% 정도 줄여 다시 공사에 들어갈 수 있었다. 퀸 스트리트 공사는 일시적으로 중단되었고, 기존 4230만 달러의 예산은 2890만 달러에 객차 비용 350만 달러로 줄어들었다. 전후 인력 부족으로 인해 공사가 2년간 진행되지 않다가 결국 1949년 9월 8일 공사가 재개되었다. 공사가 재개될 당시 온타리오 주의 수상 레이 로슨은 연설을 통해 "이 날은 토론토 시민들이 수 년동안 바라왔던 바로 그 날"이라고 밝혔다. 이 공사로 130만m3의 토지가 없어졌고 1만 2700톤의 철과 140만 통의 시멘트가 현장에 투입되었다.
지하철 공사가 노면 전차의 연장선으로 그려졌을 때부터, 현재 지하철 체계는 토론토의 체계에 있어서 하나의 특이한 사안으로 유지되어왔다. 노면 전차는 원래 화차가 다니던 비포장 도로 위에 세워졌다. 비포장 도로의 구멍이나 그런 게 점차 줄어들어 화차가 같은 길을 쓰는 게 가능해지자, 노면전차 선로에 화차가 같은 선로를 쓸 수 있도록 구상되었다. 로마 제국 때부터, 화차는 표준궤인 1,435mm의 선로를 써왔는데, 노면 전차는 조금 더 넓어야 했기에, 1,495mm에 달리게 되었다. 새로운 '지하철'을 위한 열차 또한 이에 맞추어서 제작되었다.
영 노선을 운행하려면 새로운 열차가 필요했는데, TTC는 특히 당시의 스트리트카와 호환이 되는 시카고 PCC 차량에 관심을 두고 있었다. 그러나, PCC 차량이 너무 비쌌던 이유로, 1951년 11월, 글로스터 사에 여분을 포함한 104대의 차량을 780만 달러에 주문하였다.
온타리오 주지사 레슬리 프로스트와 토론토 시장 앨런 램포트는 공식적으로 길이 7.4km의 영 노선을 1954년 3월 30일에 개통시켰다. 열차의 평균 속도는 시속 20km였다. 이 노선은 즉각적으로 성공을 거두었다. 기존에 일반 시간대에 2량을 운행하던 계획은 폐기되고, 대부분 시간대에 4량 또는 6량의 열차가 투입되었으며, 러시 아워에는 8량도 투입되었다.

### 1960 ~ 1970년대

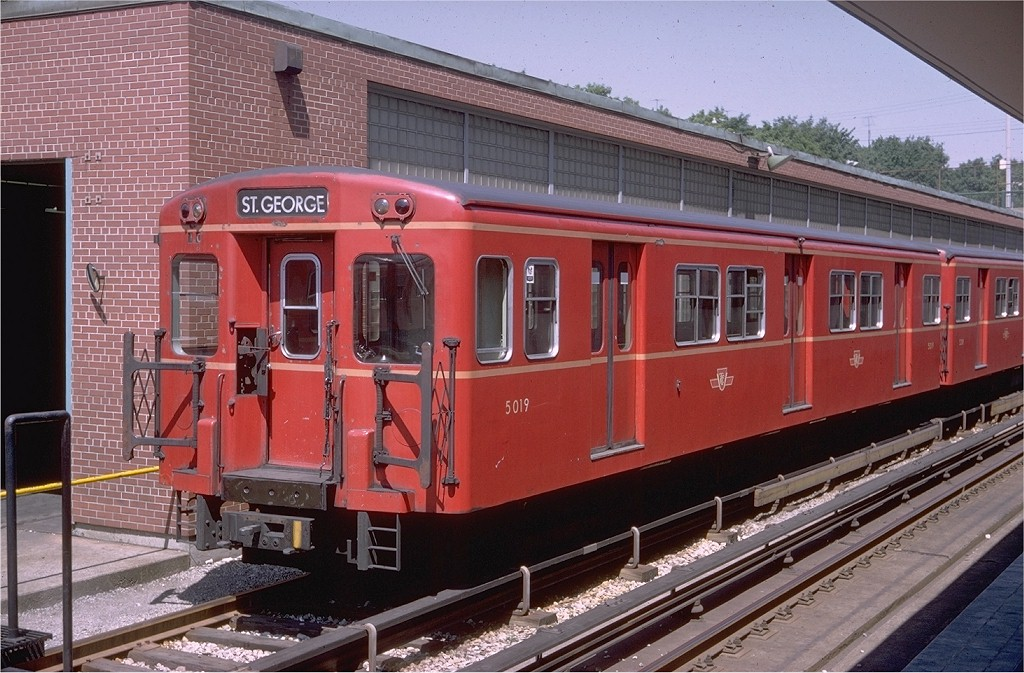
글로스터 G 시리즈 열차는 TTC의 첫 열차로 쓰였다.

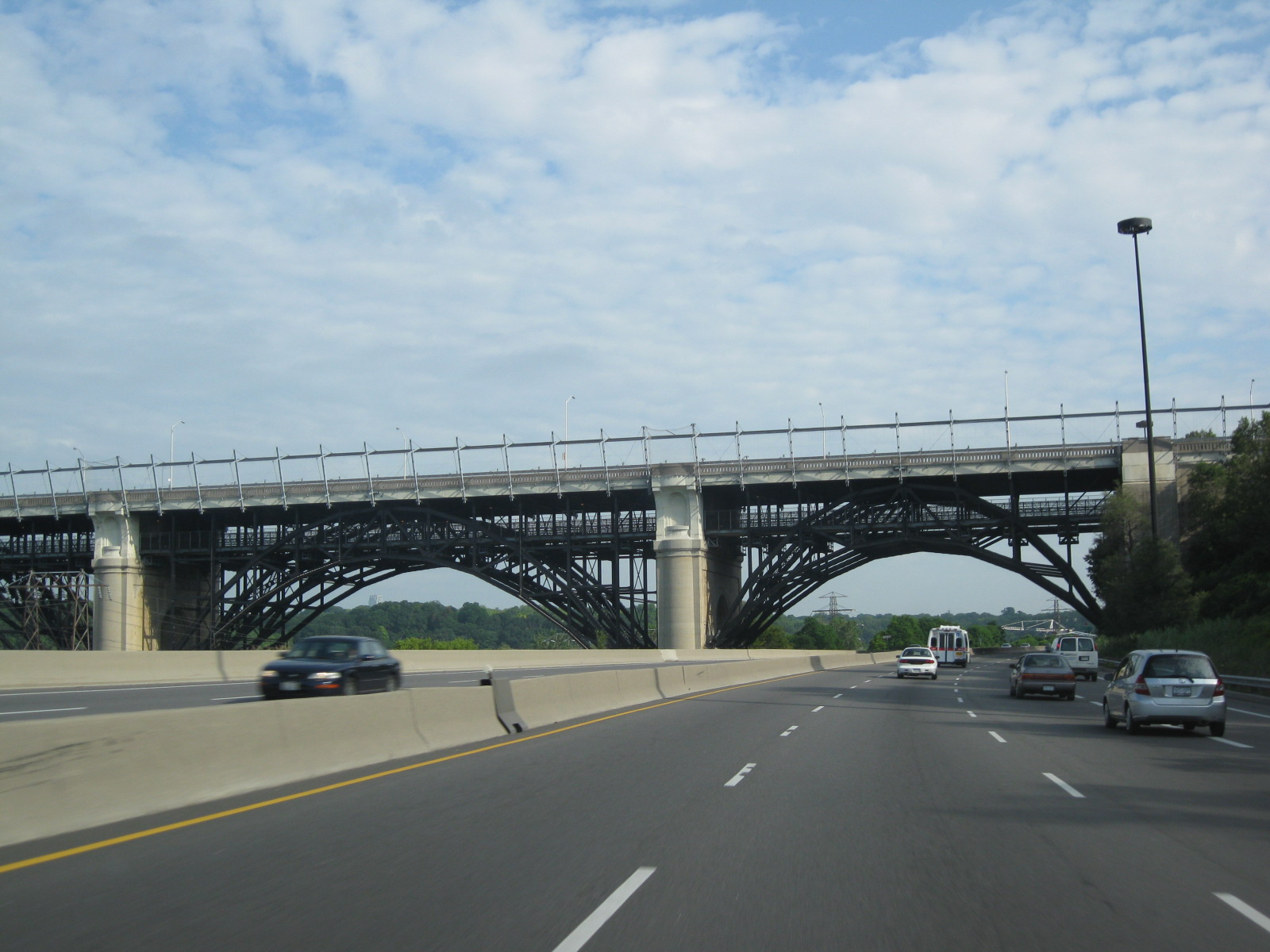
돈 계곡을 잇는 프린스 에드워드 고가교.

1954년, 영 노선의 개통 이후로 사람들은 1946년 1월 1일 시민 투표를 통해 가결되었던 퀸 스트리트에 지하철을 놓는 안을 기대하기 시작하였다. 하지만 TTC는 블루어 스트리트가 퀸 스트리트의 노면전차 이용객 수를 능가한다는 점을 발견하고 퀸 스트리트 대신 블루어 스트리트에 동서축 지하철 노선을 놓으려 하였다. 이 과정에서 처음엔 토론토 시 당국과 마찰이 있었지만, 영 노선을 유니버시티 애비뉴를 따라 U자로 연장하는 절충안을 마련해 결국 1963년에 유니버시티 애비뉴를 따라 유니언역에서 서북쪽으로 세인트조지역까지 연장되었다. 이리 하여 U자형 노선이 이루어지게 되었다.
블루어-댄포스선은 1966년에 블루어 스트리트와 댄포스 애비뉴를 따라 킬 스트리트에서 우드바인 애비뉴까지 개통하였다. 그리고 1968년에 이슬링턴 애비뉴에 있는 이즐링턴역과, 워든 애비뉴와 세인트 클레어 애비뉴에 있는 워든역까지 연장되었다. 이후 6개월 동안, 토론토 교통국은 다른 지하철이 킬에서 우드바인을 잇는 동안, 에글린턴역에서 킬 또는 우드바인역까지 하나의 노선으로 운영하였다. 이후 두 노선은 영구적으로 분리되었다.
돈 계곡(Don Valley)을 지나갈 수 있는 것은 40년 전인 1918년에 프린스 에드워드 고가교를 지을 때, 이 다리는 앞으로의 철도 교통을 대비하여 복층으로 지어졌다. 그 결과, 지하철은 돈 계곡을 넘어 동쪽 댄포스 애비뉴까지 갈 수 있었다.
1973년과 1974년, 영 노선은 에글린턴 애비뉴에서 핀치 애비뉴까지 연장되었고 이후 1978년, 영-유니버시티선은 세인트조지역에서 북쪽으로 에글린턴 애비뉴와 스파다이나 고속도로 (오늘날의 윌리엄 R. 알렌 로드)까지 연장되었다. 스파다이나 고속도로는 스파다이나 지하철 노선을 따라 갈 예정이였으나 에글린턴 애비뉴 남쪽으로 예산 문제와 지역 주민들의 반대로 건설 계획이 취소되었고, 지하철 노선은 2km도 안 되는 짧은 구간만 따라감에도 불구하고 스파다이나선이라고 불렀다.
1976년 10월에는, 크리스티역에서 방화로 인해 네 대의 전동차가 파괴되었고 역 건물에 피해를 입어, 이틀간 오싱턴역에서 세인트조지역 구간 운행이 중단되었다.
1973년, 스카버러의 중심가에 위치한 쇼핑몰인 '스카버러 타운 센터'가 생겨났고, 스카버러 지역 주민들은 이곳이 신도심이 되었으면 하는 바람이 있었다. 1980년에 블루어-댄포스선이 양옆으로 한 역씩 연장되었는데, 동부 종점은 에글린턴 애비뉴와 케네디 애비뉴에 위치한 케네디역으로, 이 역은 "스카버러 중심가"와는 거리가 멀기만 했다.
한편 스카버러에서는 스카버러 타운 센터까지의 지하철 연장을 원했지만, 토론토 교통국은 재정상의 문제로 조금 더 저렴한 비용의 프로젝트가 필요하였다. 그래서 토론토 교통국은 중전철 대신 경전철을 짓기로 고안하였고, 오늘날에 생겨난 노선이 스카버러 RT이다. 스카버러 RT는 당시 건설 비용이 8500만 달러로, 중전철 건설 비용의 40%에 불과하였다.

### 1980 ~ 1990년대

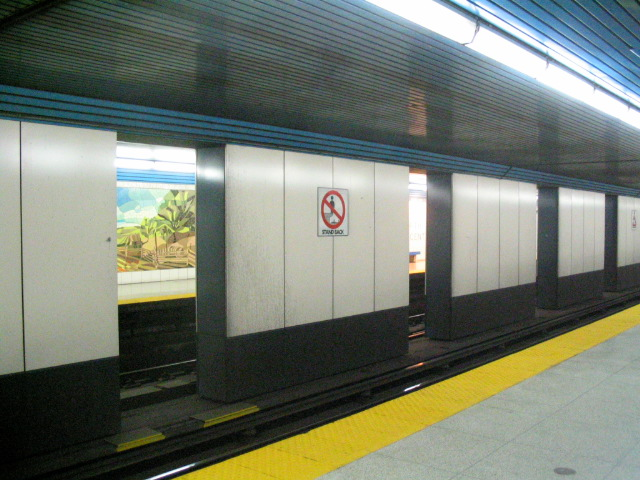
1987년 7월에 개통한 노스요크센터역

영 노선이 에글린턴역에서 핀치역까지 연장되고 10년이 지난 뒤, 노스요크 지역에서는 영 스트리트를 따라 셰퍼드 애비뉴와 핀치 애비뉴 사이에 노스 요크 지역 나름대로의 '중심가'를 만들어보려고 하였다. 그 와중에, 당시 노스 요크의 시장 멜 라스트먼은 그 중심가로 이어지는 교통편의 중요성을 깨달았고, 이후 노스요크 시의회는 노스요크 시청 (현재 노스요크센터)과 도서관이 위치한 영 스트리트와 파크 홈 애비뉴/엠프레스 지역에 지하철역을 짓기 위해 서명을 받아 토론토 교통국에 전달하였다. 이후 1985년 9월, 셰퍼드역과 핀치역 사이에 새로운 역을 착공하였고, 1987년 7월 18일, 마침내 노스요크센터역이 영업을 시작하였다.
1985년, 토론토 교통국은 2011년 완공을 목표로 한 셰퍼드 애비뉴, 에글린턴 애비뉴, 그리고 도심을 관통하는 다운타운 릴리프선(Downtown Relief Line) 등 3개 지하철 노선 신설과 스파다이나선, 블루어-댄포스선 연장 등의 짓는 '네트워크 2011' 계획을 제안하여 1986년 통과되었다. 그러나, 보수 당과 진보 당간의 논쟁으로, 셰퍼드선은 원래 계획에서 일부 구간만 개통되었고, 에글린턴 애비뉴 지하철 노선은 1995년 온타리오 주정부에서 계획을 취소하였고, 다운타운 릴리프선과 블루어-댄포스선은 계획이 흐지부지되었다.
네트워크 2011 안이 통과된 이후로, 노스 요크 지역 정치인들은 스파다이나선을 윌슨역에서 요크 대학교까지 연장을, 스카버러 지역 정치인들은 셰퍼드선을 영 스트리트에서 빅토리아 파크 애비뉴까지 짓는 것을 우선으로 촉구하였다. 온타리오 주는 우선 셰퍼드 애비뉴의 접근성을 높이기 위해서는 스파다이나선을 셰퍼드 애비뉴까지 연장하는 건 양 쪽이 다 필요했던 지라 윌슨역에서 셰퍼드 애비뉴까지 지하철을 한 정거장 연장하는 것을 승인하였다. 1989년 4월 26일, 토론토 시의회는 1억 6천만 달러 규모의 스파다이나선 연장 공사를 승인하였다. 1992년에 착공한 다운즈뷰역은 1996년 3월 30일 마침내 개통하였다.
또한 1995년 8월, TTC는 '러셀 힐 지하철 사고'라고 명명되는 최악의 지하철 사고를 영-유니버시티선 세인트클레어웨스트역 남쪽에서 겪게 되었는데, 이로 인해 세 여성이 사망하고 100명이 부상을 입었다. 좀 더 심각하게는, 복구 작업을 잘 하는 교통 회사라는 명성을 유지하던 TTC는 이 사고로 인해 회사 재개편을 맞게 되고, 그 이후로 지하철 연장에 대해서는 소극적으로 변하였다.

### 2000년대

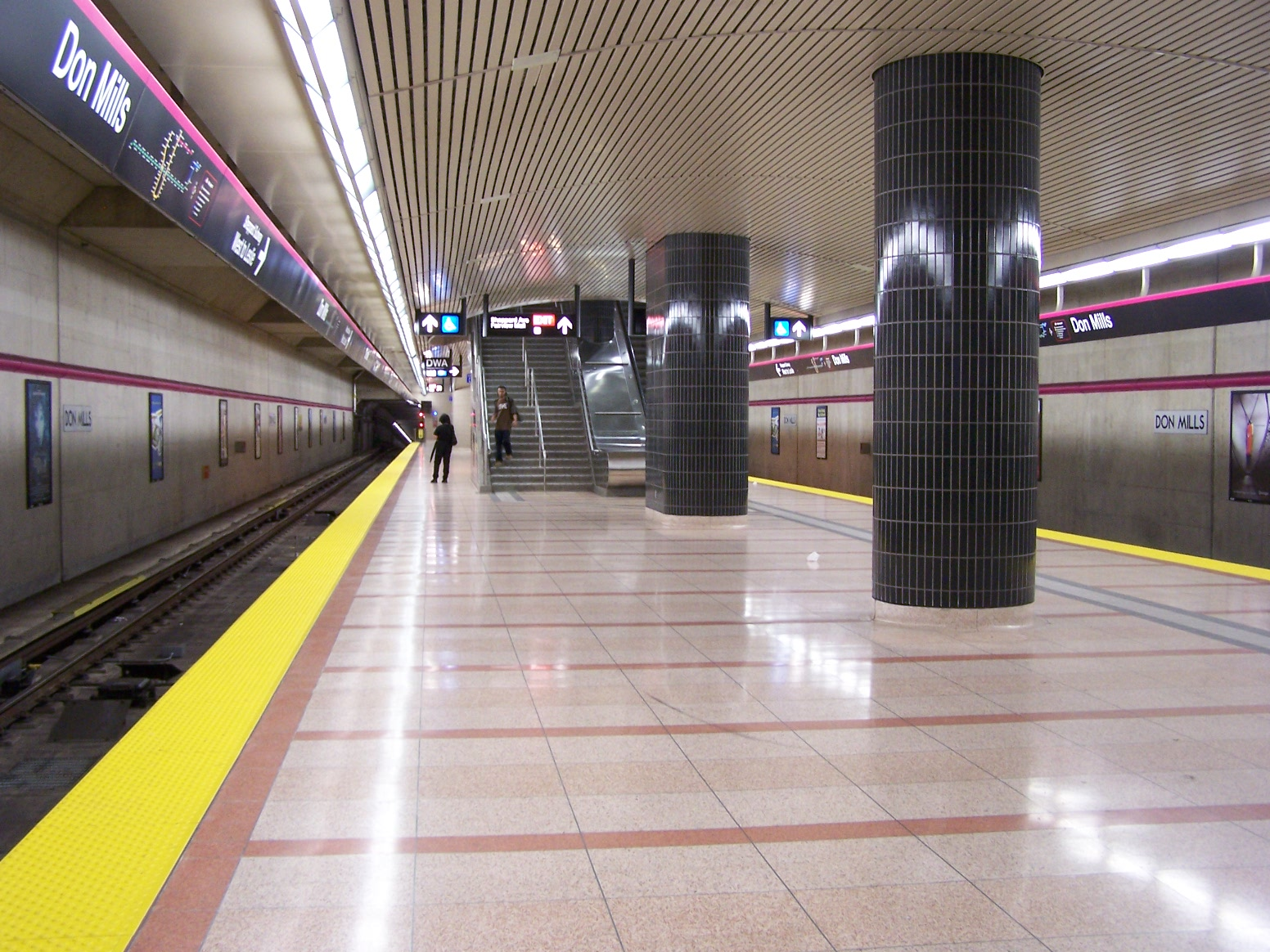
4호선 셰퍼드 돈밀스역 승강장.

토론토 지하철의 가장 새로운 노선인 셰퍼드선은 2002년에 개통하였다. 이 노선은 5.5 km 구간으로, 영 노선에 있는 셰퍼드역(현재는 셰퍼드-영역)부터 셰퍼드 애비뉴와 돈 밀스 로드에 있는 돈밀스역까지 개통되었다. 셰퍼드선은 현재 다른 두 지하철 노선보다 이용객이 적으며, 4량 편성으로 운행한다.
2006년 2월 6일, 영-유니버시티선 웰즐리역에서 TTC 사상 처음으로 지하철역 승강장에서 아이가 태어났다. 이로 인해 열차가 지연되기도 하였는데, 이 사건은 2006년 토론토 스타가 선정하는 월별 뉴스에서 2월의 뉴스로 선정되었다. 이 사건의 주인공인 한인 여성 백선희씨는 많은 한인 교포들이 자신의 어려운 사정을 돕겠다고 나서고 아이들을 돌봐줬다며 감사의 뜻을 전했다.
정차역 안내 방송이 열차에 추가됨에 따라, 열차 기관사가 각 정차역마다 육성으로 말할 필요가 없게 되었다. 이 자동 안내 방송은 모든 지하철역에 적용되었다. 현재 이 안내 방송은 TTC의 여직원 중 한명의 목소리를 녹음하여 사용한다. 정차역 안내방송은 기존에 육성으로 이루어졌지만, 2005년에 자동 안내방송이 생기기 전까지는 산발적으로 이루어졌다. 몇 년 후, 자동 안내방송은 토론토 교통국의 버스와 노면 전차에도 LED 판의 자막과 같이 시행되었다. 그러나 버스와 노면 전차에서 다음 역에 대한 안내를 보고 들을 수 있음에도 불구하고, 지하철은 새 열차 기종이 들어오기 전까지 자막 안내는 불가능한 상태이다. 2007년 3월 25일, 온타리오 인권국에서는 요크 지역 교통국, 브램튼 교통국 등을 포함한 온타리오 주의 모든 운송사에 정차역 안내 자막을 달도록 하는 법을 통과시킬 예정이라고 밝혔다. OHRC에 따르면, 다음 역에 대한 안내를 하지 않는 운송사는 승객의 권리를 침해할 수 있다고 밝혔다.
2008년 8월 9일 새벽 4시쯤, 토론토에 있는 프로판 가스 저장소에서 폭발 사고가 일어나 3개의 지하철 역이 폐쇄되었으나, 인명 피해는 발생하지 않았다.
2011년 2월 15일, 토론토 교통국은 관제실 호출 메시지가 지하철 역 및 차내 안내방송으로 나와 승객들이 정차역 안내방송 등을 놓치게 되는 것과 관련해 이는 신호를 안테나를 통해 전달하면서 생기는 문제로, 지하철 안내방송 스피커를 개선할 필요가 있음을 시인했다.

### 2010년대

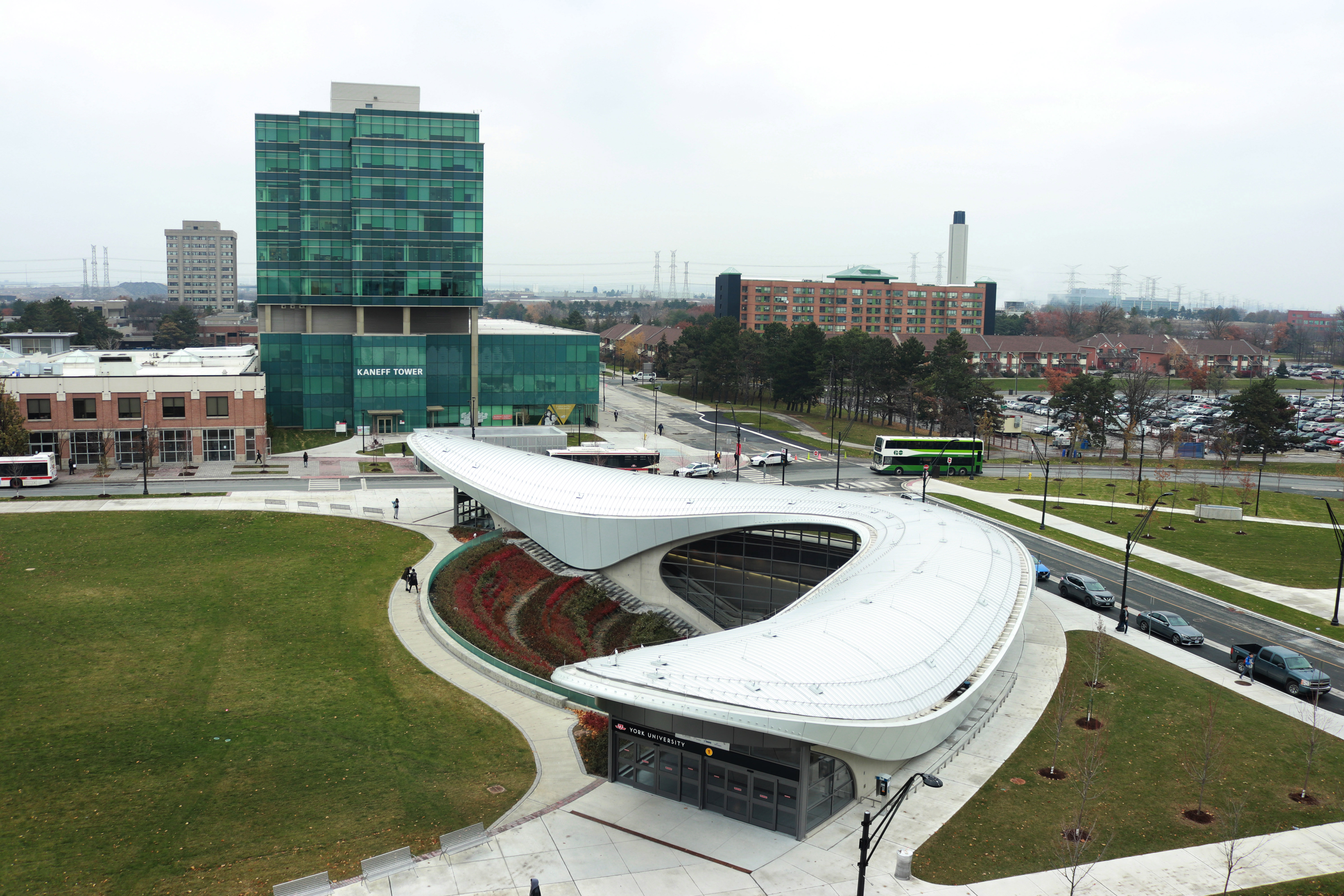
요크 유니버시티역 역사

2011년 3월 31일, 온타리오 주와 토론토 시는 에글린턴 애비뉴를 따라 블랙 크리크 드라이브에서 케네디 로드까지 33 km 구간에 경전철을 놓기로 합의하였다. 토론토 시측의 원래 계획은 블랙 크리크에서 케네디까지 전구간 지하화하고 이후 스카버러 RT와 직결할 예정이었다. 주정부는 토론토의 경전철 공사에 대해 82억 달러를 지원하기로 하고, 이에 대해 토론토 시에서는 주정부 지원금 전액을 에글린턴 경전철에 쓰고 셰퍼드 지하철 연장에 대한 재원을 찾아보기로 하였다. 한편, 조 드류 '세이브 트랜짓 시티' 웹사이트 운영자는 CBC 라디오와의 인터뷰에서 현재 계획하고 있는 에글린턴 경전철과 셰퍼드 지하철 연장안은 예산 절약에 있어서 별다른 도움을 주지 못하며, 이토비코와 셰퍼드 애비뉴와 같은 토론토의 부도심 지역은 지상 경전철과 같은 도시 철도가 필요하고 이에 따라 기존에 계약이 취소된 트랜짓 시티 계획안을 정상화할 것을 주장하였다.
이후 카렌 스틴츠 토론토 교통국 의장 및 토론토 시의원은 주정부 지원금 82억 달러를 두고 에글린턴 경전철을 전구간 지하로 짓는 것보다는 일부 구간을 지상으로 짓되, 그에 따라 남는 10~15억 달러를 셰퍼드 지하철 연장에 쓸 것을 제안하였다. 한편 롭 포드 토론토 시장은 스틴츠의 에글린턴 부분 지상화 제안을 거절하였다. 한편 스틴츠 TTC 의장 측과 포드 시장 측의 경전철 논쟁이 계속 불거지자, 온타리오 주와 산하 교통기관 메트로링스는 토론토 시의회의 선택을 따르겠다고 밝혔다.
토론토 시의원 더그 포드는 카렌 스틴츠의 부분 지상화 계획을 '지하철 의장'으로 임명한 시장에 대한 배신이며, 이번 경전철 공사가 주정부 사업인만큼 시의회의 결정은 관련이 없다고 주장했다. 한편 2012년 2월 8일, 토론토 시의회는 에글린턴 경전철을 부분 지상화하고 핀치 애비뉴에 지상 경전철을 짓기로 하고, 3월 22일에는 셰퍼드 애비뉴에 지하철 연장 대신 경전철을 짓기로 하였다. 이후 온타리오 주 교통부는 시의회의 에글린턴 경전철과 핀치 애비뉴, 셰퍼드 애비뉴의 지상 경전철 건설 결정안을 존중하며 주정부와 메트로링스는 시의회의 결정을 따르겠다고 밝혔다.
2012년 6월 27일, 카렌 스틴츠 TTC 의장은 총 300억 달러 규모의 30년 장기 대중교통 연장 프로젝트인 '원시티' (OneCity) 계획안을 발표했다. 이 계획안에 따르면 기존에 통과한 경전철 계획안과는 별개로 스카버러, 노스 요크, 이토비코, 도심 지역을 아울러 6개의 지하철 연장 및 신설 노선, 10개 경전철 노선 신설, 5개 BRT 및 노면 전차 노선의 신설을 발표했다. 스틴츠 의장은 원시티 계획안에 대한 자금 조달로 연방정부와 주정부의 지원과 더불어 토론토의 재산세를 180달러씩 인상하여 매년 10억 달러씩 30년간 300억 달러를 조달한다는 방안이었으나, 밥 치아레일리 온타리오 주 교통부 장관은 이 계획안은 기존 경전철 계획과 맞물려 상당한 시간과 토론이 요구될 것이라 하여 새로운 계획안에 대한 주정부 지원을 거부하였다.
2014년 4월 14일, 캐슬린 윈 온타리오 주지사는 광역 토론토 및 해밀턴 지역에 대중교통을 확장하는 데 앞으로 10년간 150억 달러를 추가 투입한다고 밝혔다. 이 기금은 GO 트랜싯의 통근열차 전철화를 포함해 토론토 지하철에도 다운타운 릴리프선을 짓는 데 투입될 예정이다.
2017년 12월 17일, 토론토-요크 스파다이나 지하철 연장 공사가 삽을 뜬 지 8년만에 셰퍼드웨스트역에서 본으로 연장하게 된다. 15일 개통식에는 저스틴 트뤼도 캐나다 총리와 캐슬린 윈 주지사, 존 토리 토론시장, 웨인 에머슨 요크 지역 대표 등이 참석하였으며 총 사업비 32억 달러가 들어간 이 프로젝트는 주 정부가 9억 7400만 달러, 토론토 시가 9억 400만 달러, 연방 정부가 최대 6억 9700만 달러, 요크 지역이 6억 4000만 달러를 투입하였다.

## 운영 체계

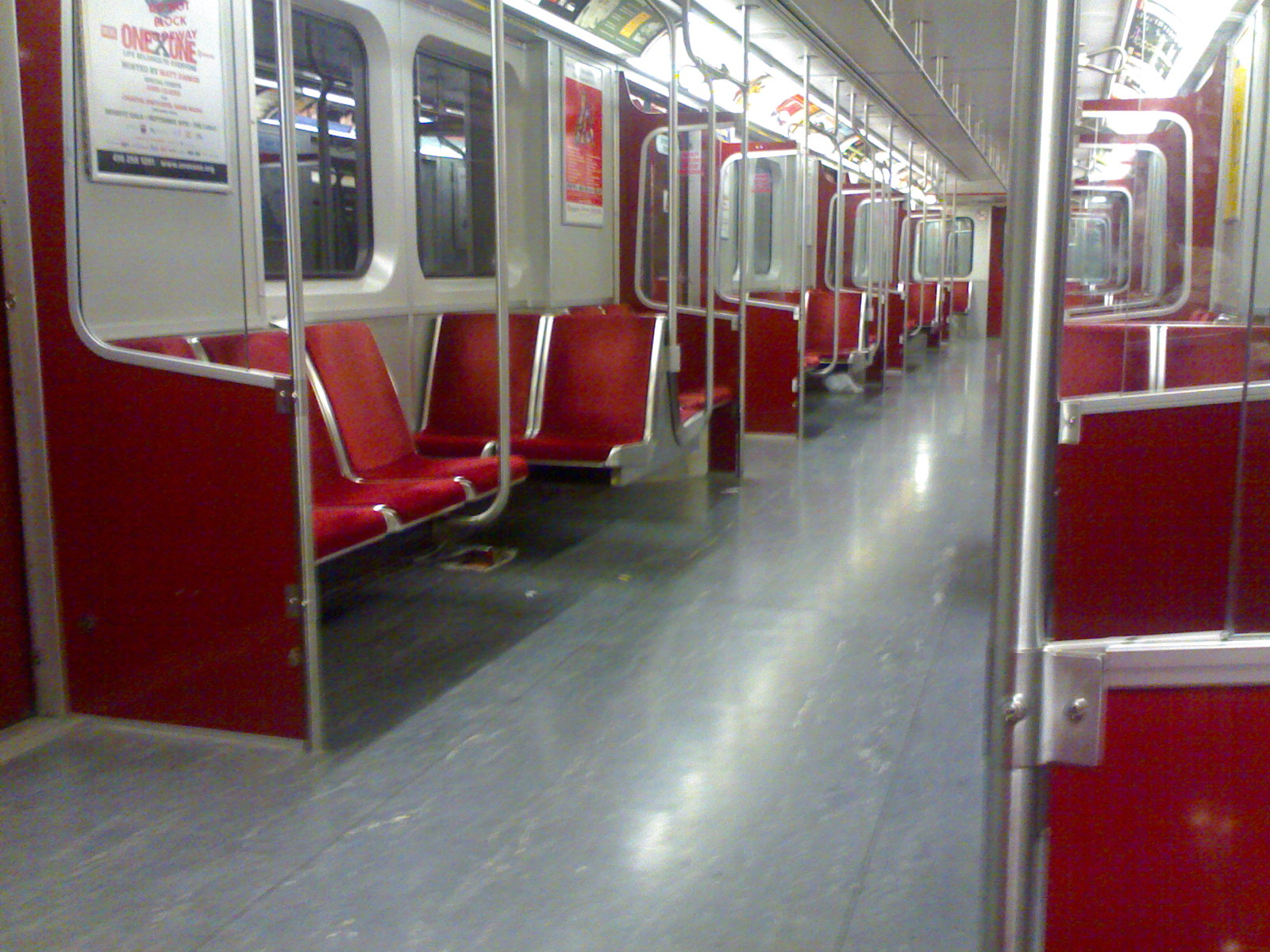
T 시리즈 T1 기종 전동차 내부 모습.

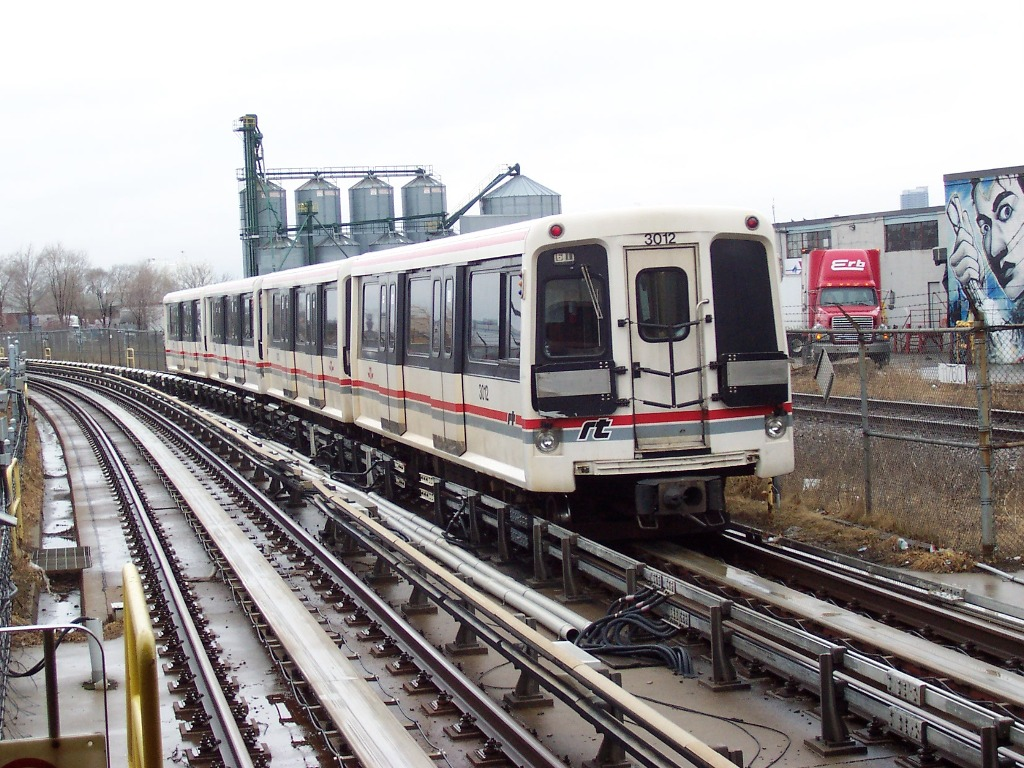
스카버러 RT에서 ICTS 기종의 전동차가 로렌스 이스트역을 출발하고 있다.

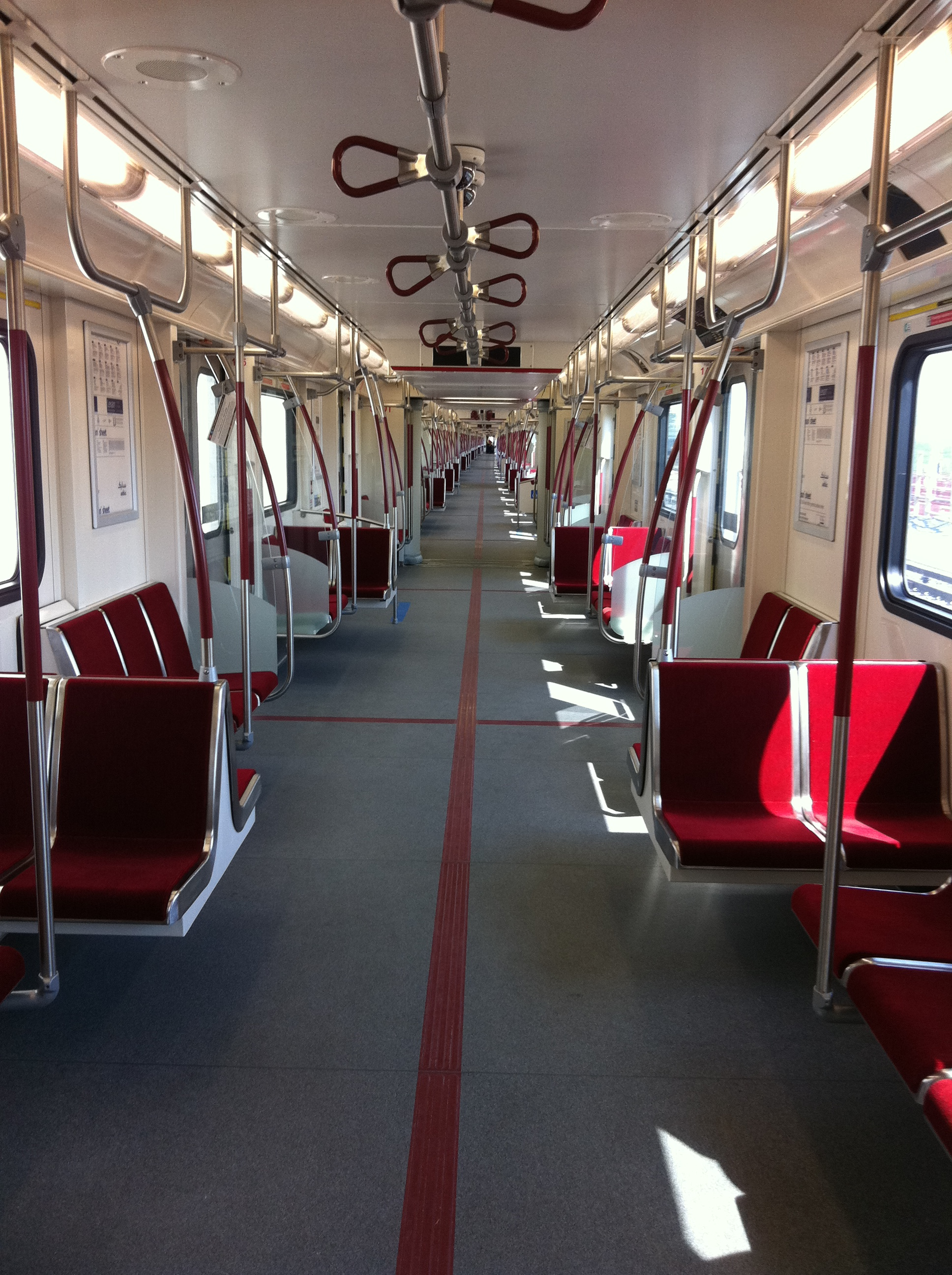
2011년부터 운행을 시작한 토론토 로켓 (TR) 전동차 내부 모습.

토론토의 지하철은 전력을 전류가 흐르는 제 3궤조의 선로에서 얻는다. 슈즈(제 3궤조 선로에서 전력을 끌어들이기 위한 장치)는 전동차 양쪽에 고정되어 있다. 전압은 600 볼트 직류이다.
스카버러 RT 전동차는 종점을 제외하고는 회차 스위치가 없어서 방향 전환이 불가능하다. 반면, 다른 지하철 노선은 여러 부분으로 갈 수 있도록 지어졌는데, 따라서 X축으로 운행이 가능하다. 현재는 아침 러시 아워의 세인트 클레어 웨스트 행을 제외하고는 정기적인 부분 노선 운행 구간이 없지만, 비상시와 공사로 인한 운행 중단시에는 부분적으로 노선을 유연하게 운행할 수 있도록 한다.
지하철 열차는 특정 노선 각 역의 시간표를 따르지만, 오전 러시 아워에는 북쪽으로 세인트클레어웨스트역까지 운행하는 열차가 존재한다.
안전 지침은 대개 작은 사고가 일어날 때마다 계속해서 발전을 거듭하였다. 1963년 3월의 경우, 전동차에 전력이 부족한 상태에서 기관사가 전동차가 유니언역에 도착할 때까지 연기가 남에도 불구하고 계속 운행을 하기로 결정하였다. 이러한 결정은 여섯 대의 전동차의 파손과 유니언역 서쪽의 터널과 선로 신호에 추가 피해를 입혔다. 이 사고 이후로, 열차 고장 또는 화재가 일어날 때, 관련 사고가 더 이상 일어나지 않도록 안전을 우선시하여 적절히 대처하도록 하였다.
GO 트랜싯 통근 열차는 TTC의 키플링역 (GO 트랜싯의 키플링역), 던다스 웨스트역 (블루어역), 메인 스트리트역 (댄포스역), 레슬리역 (오리올역), 케네디역 (케네디역), 다운즈뷰파크역에서 환승이 가능하다. TTC의 유니언역은 토론토의 주요 기차역인 유니언 기차역과 연결된다. 이 역은 GO 트랜싯 뿐만 아니라, VIA 철도, 암트랙, 그리고 유니언-피어슨 급행 열차가 정차한다. GO 트랜싯 버스는 지하철과 연결이 되지 않는 대신, TTC의 몇몇 역과 다른 GO 역과 연결된다.
토론토에서 지하철 자살 사고는 여태껏 꾸준히 발생하였다. 보고서에 따르면, 2009년 한해 미수를 포함한 지하철 자살은 18건에 달했으며, 이로 인해 총 1,364분이 지연되었다. 이후 2010년 3월 24일, 토론토 교통국은 2011년부터 2015년 예산에 자살 방지용 배리어를 설치하는 것을 승인하였다.
열차 승무원은 전동차의 출입문을 열고 닫으며, 열차가 역을 떠날 때 승객이 문에 끼이지 않게 하는 역할을 한다. 열차 승무원은 전동차 문이 제대로 닫혔으면 기관사에게 떠날 수 있도록 신호를 준다. 전동차는 승무원이 있는 곳이 눈에 띄이게 흰색 또는 주황색 등을 바깥에 켜놓는다. 1954년부터 안전상의 이유로, 역무원이 전동차 출입문이 닫힐 때 호루라기를 불었다. 1990년, 전자음으로 '솔-미-도' 음이 울리고, 청각 장애인을 위해 문이 닫힐 때 문 위에 있는 한 쌍의 주황색 등이 울리도록 하는 것이 시험 운행 절차를 거쳐 1990년대에 폭넓게 적용되었다.

### 운영 시간 및 배차 간격
평일과 토요일에는 지하철이 아침 6시부터 새벽 1시까지 운행하지만, 일요일에는 아침 9시부터 시작한다. 공휴일 운행은 변동이 있을 수가 있다. 지하철 배차 간격은 다음과 같다.
| 노선 | 노선                | 일반 시간대 | 러시 아워 |
| ---- | ------------------- | ----------- | --------- |
|      | 1호선 영-유니버시티 | 4-5 분      | 2-3 분    |
|      | 2호선 블루어-댄포스 | 4-5 분      | 2-3 분    |
|      | 4호선 셰퍼드        | 5-6 분      | 5-6 분    |

## 역의 특징
토론토 지하철역의 대부분은 근처 주요 도로의 이름을 따서 지어졌다. 몇몇 역은 쇼핑몰이나 환승 센터 같은 주변 명소에서 이름을 따오기도 하였다. 영-유니버시티선의 유니버시티 애비뉴 구역은 특히 주변 명소를 따라 이름이 붙여졌다.

### 공공 미술

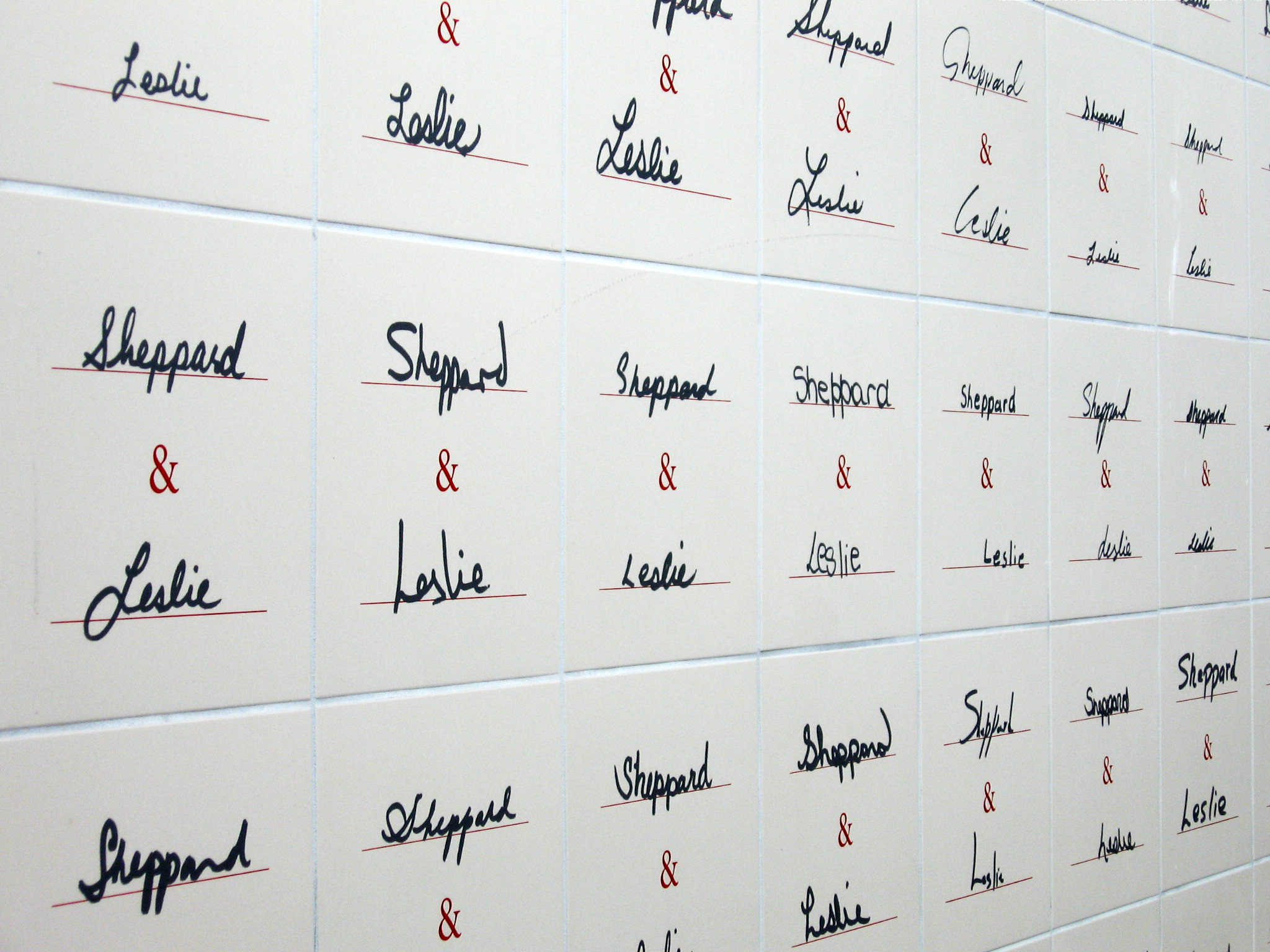
레슬리역의 타일 작품 '앰퍼샌드'.

토론토에는 지하철과 노면 전차 노선을 따라 24개가 넘는 미술 작품이 설치되어 있어 '숨겨진 미술관' 역할을 해왔다.
지하철에서 그 중 가장 기억에 남을 작품은 1985년에 칼리지역에 설치된 찰스 패처의 작품 '캐나다의 하키 기사들(Hockey Knights in Canada)'이다. 이 작품은 두 부분으로 나뉘어 있는데, 토론토 메이플 리프와 카나디앵 드 몽레알 그림이 서로 승강장에 마주하고 있다.
스파다이나선에는 더 많은 미술 작품들이 있는데, 스파다이나역에는 조이스 위랜드의 타일 작품인 '유라시아 순록(Barren Ground Caribou)'이 있다. 또 세인트클레어 웨스트역에는 고든 레이너의 에나멜 벽화 작품 '템포'가, 에글린턴 웨스트역에는 제럴드 젤딘의 에나멜 벽화 '여름의 노면 전차(Summertime Streetcar)'가 있다. 듀폰트역은 1970년대에 제임스 서덜랜드가 수천 개의 유리 조각으로 만든 모자이크 작품인 '사계절 중 스파다이나의 어느 여름'이 있다. 이 작품은 역 중간층에 있는데, 두 커다란 꽃이 양쪽 승강장을 마주보는 작품이다.
셰퍼드-영역에는 토론토의 예술가 스테이시 스피겔이 1인치의 타일 150만 개로 만든 모자이크 작품 '몰입의 땅(Immersion Land)'이 있다. 이 작품은 여러 장의 사진을 디지털화하고 화소로 처리해서 푸른 경치와 시골 집, 전원의 풍경을 담아낸 작품이다.
미술 작품은 셰퍼드선의 모든 역에서 볼 수 있는데, 그 중 가장 주목할 만한 것은 듀폰트역과 셰퍼드-영역에 있는 작품의 연장으로 볼 수 있는 레슬리역의 작품이다. 역이 개방하기 5년 전, 작가 미카 렉시어는 단어 'Sheppard'와 'Leslie'를 쓴 글씨를 모으기 시작하였다. 3천 개의 글씨가 작품에 쓰였으며, 이 단어들은 타일에 실크 스크린으로 인쇄되었다. 그래서 총 1만 7천여개의 타일이 벽에 붙여졌는데 각 글씨는 지역 주민들이 쓴 것이다. 그리고 이 작품에는 앰퍼샌드(&)가 각 타일마다 있었는데, 이는 또한 이 작품의 이름이기도 하다.
《USA 투데이》에서는 토론토의 셰퍼드선에 대해 "셰퍼드선은 지하철을 공학적으로 꾸미는 대신, 다섯 개의 역 승강장 벽과 천장을 모두 미술 작품으로 덮어 모든 역에 창의적인 환경을 만들고, 마을, 지역, 유산을 파노라마 식 풍경화와 세라믹 벽화로 독특하게 표현한 미술 작품들의 집합체"라고 하였다.
오스구드역과 세인트패트릭역은 지하철 승객들을 위해 로얄 온타리오 박물관이나, 가디너 박물관, 캐나다 직물 박물관, 온타리오 주립 미술관, 온타리오 예술 디자인 대학 등과 같은 문화 시설과 연결되는 통로를 만들고 있다. 세인트패트릭역은 2010년에, 오스구드역은 2011년에 연결 통로 공사를 착공하였다.

### 유령역

#### 베이역 아랫층 승강장

1966년 TTC의 지하철 노선 변경 시도

베이역 아랫층 승강장은 TTC의 유령 승강장 중 하나이다. 이 승강장은 1966년에 지하철 노선을 변경하기 위해 잠깐 쓰였는데, 이 변경된 노선은 지하철 체계에서 '지선' 역할을 하였다. 이 노선 변경으로 지하철을 타고 특정 방향으로 갈 때 열차를 갈아탈 필요가 없게 되었다.
이러한 노선 변경 실험은 6개월 동안 진행되었는데, 노선은 기존 영-유니버시티선을 두 개의 행선으로 나누어 뮤지엄역에서 왼쪽 세인트 조지역으로 돌아 킬역까지 가는 영-유니버시티-블루어선과, 뮤지엄역에서 오른쪽 베이역으로 돌아 우드바인역까지 가는 영-유니버시티-댄포스선으로 나뉘었다. 그 과정에서 영-유니버시티-댄포스선 열차의 승강장을 목적으로 베이역 지하 3층 승강장이 생겼다.

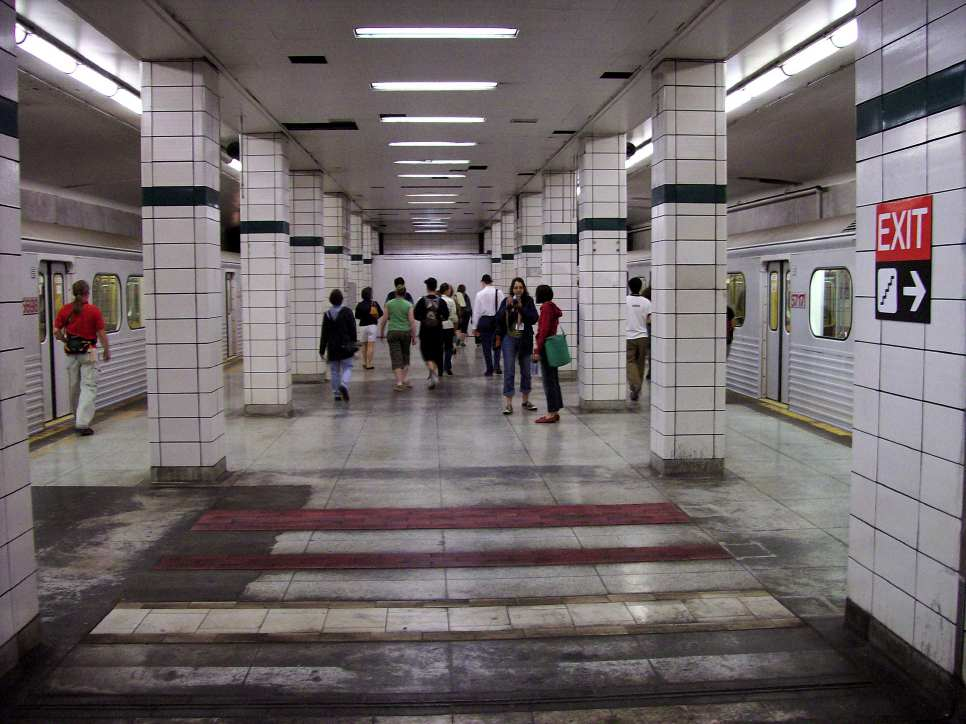
베이역 지하 3층 승강장이 개장 이벤트로 한시적으로 열릴 때의 모습. TTC는 가끔씩 이 승강장을 대중에게 공개하기도 한다.

베이역에서는 에글린턴역에서 우드바인역으로 가는 열차가 아랫층에 도착했는데, 킬역에서 우드바인으로 가는 열차는 윗층에 도착했다. 열차가 이렇게 번갈아 도착하자, 이 역을 이용하는 승객들은 어디서 열차를 타야할 지 알지 못했다. 같은 문제는 세인트조지역에서도 발생했는데, 에글린턴역에서 킬역으로 가는 열차는 세인트조지역 윗층 승강장에 도착하고 우드바인역에서 킬역으로 가는 열차는 세인트조지역 아랫 층에 도착해(베이역과 열차가 도착하는 층이 다르다) 승객들의 혼란만 가중되었다. 한편 에글린턴역으로 가는 열차는 선로 구조상 두 역 다 아랫층에 도착하고, 전역인 뮤지엄역은 한 층에 두 방면의 열차가 들어오기 때문에 이런 문제가 없었다. 세인트조지역과 베이역에서의 선로 구조 문제는 둘 다 승강장이 복층이기 때문이다. (세인트조지역에서는 킬역으로 가는 열차가, 베이역에서는 우드바인역으로 가는 열차가 윗층과 아랫층에 다 왔다.) 그 상황에서 양 열차가 한 층, 한 승강장에 도착하는 것은 불가능했는데, 이는 유니버시티 선에서 같은 층에 있는 양 선로가 같은 방향으로 갔기 때문이다.
세인트조지역에서는 킬역 방면으로 가는 승객들이 어느 층에서 열차가 올 지 몰라 환승 계단에서 기다리자, 당시 엄청난 혼잡이 빚어졌다. 열차를 바꿔타는 것도 출퇴근 시간을 단축시키지 않았는데, 이는 출발점에서 어떤 방면으로 가든 원하는 목적지로 가는 열차를 기다려야 했기 때문이다.
오늘날, 베이역 아랫층 승강장은 뉴욕의 지하철역 모습과 비슷해 영화 촬영지나 특별한 이벤트 장소로 잘 알려져 있다. 이 역은 '일반적인' 미국 지하철역 모습을 위해 몇 번 내부를 고친 적이 있으며 TTC는 이 역을 뉴욕 지하철역 세트장으로 소유하고 있다. 지하 승강장이 개장할 때는 윗층과 아랫층 사이 승강장 구조가 세인트조지역과 비슷하다. 지하 승강장으로 가는 계단은 벽으로 막혀있지만, 베이역의 벽이 흰색 타일인 것과 확실히 대조되게 그 벽 부분은 초록색 타일이다.
베이역 아랫층 승강장으로 가는 선로는 여전히 존재하며 가끔 장비 이동을 위해 쓰인다. 분기점은 뮤지엄역의 북쪽에 있고 블루어-영역의 서쪽에 있다. 이 두 번째 복층 선로(뮤지엄 - 세인트 조지 - 스파다이나)는 영-유니버시티-스파다이나선의 스파다이나역의 동쪽과 세인트조지역의 서쪽을 잇는 데 쓰인다.

#### 그 외
그 외에 덜 알려진 유령역으로는 퀸역 아랫층 승강장이 있다. 영 노선의 초안이 들어있던 계획안에서, TTC는 시내 동서 구간의 속도를 높이기 위해 퀸 스트리트 아래로 지하철을 짓는 계획을 하였다. 연방 정부가 이 지하철 공사에 드는 예산 지원을 거절하자, TTC는 퀸 지하철 공사를 무기한 연기하였고, 이후 동서축 연결 문제가 다시 거론되자, 보다 합리적으로 문제를 풀어나가기 위해 블루어 스트리트에 지하철을 지음으로써 교통 패턴을 바꿔놓았다. 그러나 퀸역은 한때 나중에 지어질 것을 대비해 계속해서 영 노선 승강장 밑에 스트리트카 승강장을 짓고 있었다. 이 아랫층 승강장은 부분적으로 현재 마주하고 있는 두 영 노선 승강장을 잇는 지하 통로 역할을 하여 많은 사람들이 알게 모르게 지나가고 있지만, 그 외에는 대부분 벽으로 막혀있어 들어갈 수 없는 상태이다. 퀸역의 아랫 층으로 들어갈 수 있는 입구는 두 승강장 아래에 있다.
TTC는 또한 오스구드역에 그 당시 '퀸 노선'을 위해 아랫층에 비슷한 승강장을 계획하였으나, 혹시 모를 다음 공사를 위해 위치 변경을 하였다.
1990년대에 TTC는 또한 지금의 에글린턴 웨스트역 아래로 지하철을 놓는 계획을 하였지만, 1995년 온타리오 주정부가 계획을 취소하였다. 이후 에글린턴 애비뉴를 따라가는 경전철 노선인 '에글린턴 크로스타운 경전철'이 트랜짓 시티 계획안에 들어가 있어서 TTC는 2010년에 이 곳에 첫 삽을 뜨게 될 예정이었으나, 롭 포드 시장의 트랜짓 시티 계획안 철회 및 이후 에글린턴 경전철 공사에 대한 공방으로 공사가 지연되었다. 에글린턴 크로스타운 경전철은 2012년 2월 8일 토론토 시의회 결정에 따라 제인 스트리트에서 에글린턴 웨스트역과 에글린턴역을 거쳐 케네디역까지 짓기로 결정하였으며, 온타리오 주정부 또한 토론토 시의회의 결정을 수용하였다.

### 지하철 악사
토론토 교통국은 지하철 악사에 대해 교통국 규칙 위반으로 규정하여 역에서 추방하였으나, 1979년 7월에 토론토 교통국은 그 해 9월부터 6개월 동안 간단한 오디션을 거치면 8개역에 한해서 공연을 할 수 있도록 승인하였다. 1980년 1월에 치러진 설문조사 결과, 74%의 TTC 승객들이 지하철 악사의 공연에 대해 찬성하였다. 1979년 지하철 악사 오디션에는 50명이 참가를 하였으나, 그 수가 점차 늘어나 연 평균 160명의 음악가가 참가하고 있다. 지하철 음악가들은 보통 기타리스트가 대부분이였으며, 오디션에서는 바이올린, 첼로, 색소폰, 만돌린, 바순 등 다양한 악기를 선보이기도 하였다. 장르 또한 다양하였는데 아프리카, 아메리카, 켈트, 중국, 자메이카, 일본, 라틴, 우크라이나 음악은 그 중 일부분이다.
오디션은 만 18세 이상의 음악가를 대상으로 진행되며, 트럼펫과 전자 기타와 드럼 등 지하철에 적합하지 않은 악기는 거절될 수 있다. 토론토 교통국은 2012년 기준 75명의 음악가를 선발하여 25개 지하철역에 3일씩 번갈아가면서 배치하고 있으며, 기존 1년에 한 번 열던 오디션을 3년에 한 번 열어 오디션에 선발된 음악가들이 3년동안 역에서 공연할 수 있도록 하였다.

## 전동차

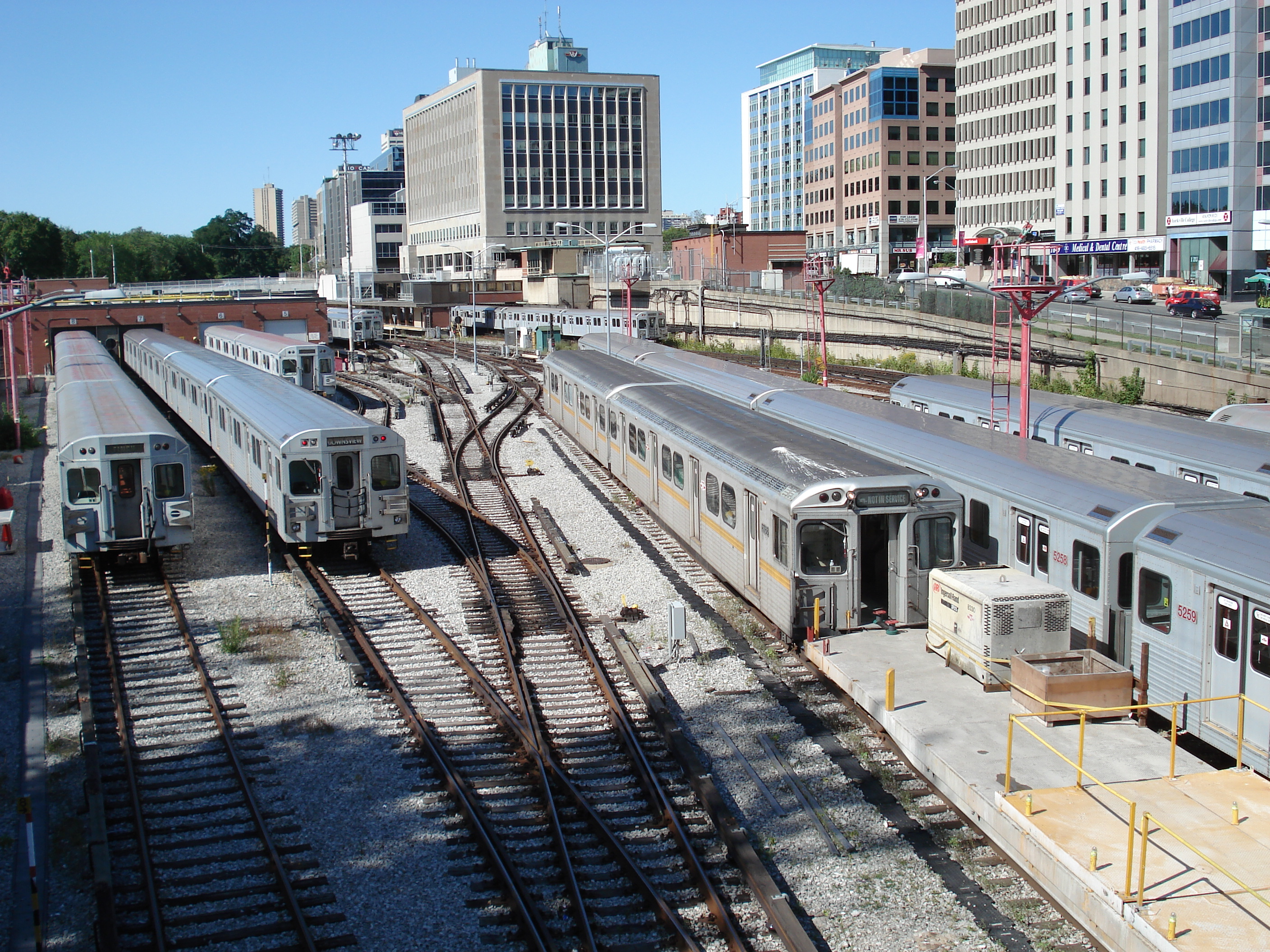
데이비스빌 차량 기지는 영-유니버시티선 차량 일부와 셰퍼드선의 차량이 머무르는 곳이다.

TTC에는 현재 700여대에 이르는 여러 종의 전동차가 있다. 70편성 420량의 토론토 로켓 신차 반입중이며, 열차는 1호선 영-유니버시티에서 운행하고 있다. 또한, 토론토 교통국은 스파다이나 선 연장에 대비하여 1986년에서 1989년 사이에 도입된 H6 열차 126량을 현재 신차로 교체중이다. 이에 따라, 기존에 영-유니버시티선에서 운행하고 있는 T1 전동차는 블루어-댄포스선으로 이동하였다.
TTC의 첫 전동차인 G 시리즈를 제외하고 토론토 지하철의 모든 전동차는 봄바디어 트랜스포테이션 또는 그 전에 전동차를 만든 몬트리올 로코모티브 워크스(MLW), 캐나다 호커 시들리, UTDC(Urban Transportation Development Corporation, 이후 봄바디어에 인수), 글로스터 레일웨이 캐리지 & 왜건 사가 만들었다. 2011년에 새로 선보인 토론토 로켓을 포함한 모든 봄바디어 차량은 온타리오 주 선더베이에 위치한 공장에서 제조되었다. TTC는 또한 지하철과 RT에 선로 보수 등의 업무용 차량을 별도로 보유하고 있다.
스카버러 RT 차량은 ICTS 마크 1호 차량으로, 봄바디어의 전신인 UTDC 사가 밴쿠버 스카이 트레인 차량과 비슷하게 제조하였다. 스카버러 RT의 첫 차량인 마크 1호는 노선 개통 이후 지금까지 30년 가까이 운행하고 있으며 이후에 이 노선은 블루어-댄포스 선이 스카버러 센터역까지 연장함에 따라 운행이 중단될 예정이다.

## 신호

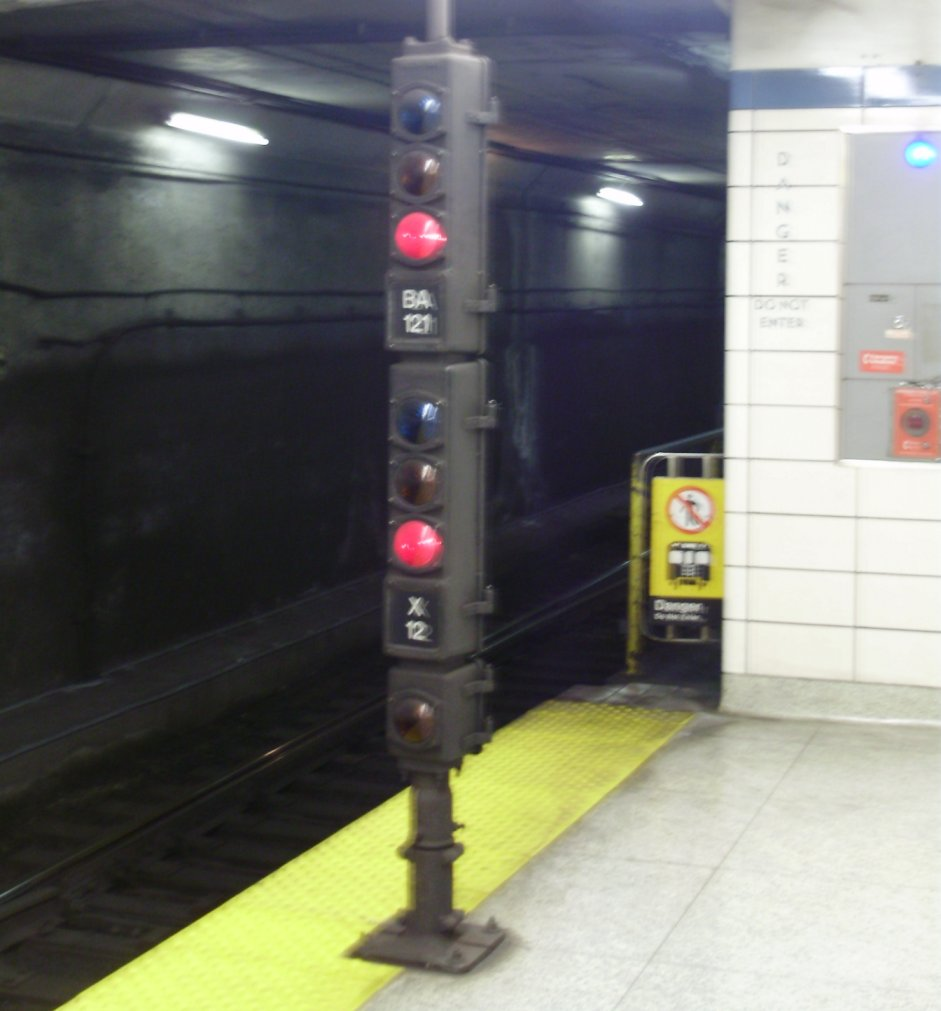
이즐링턴에 있는 보기 드문 승강장 내 신호기.

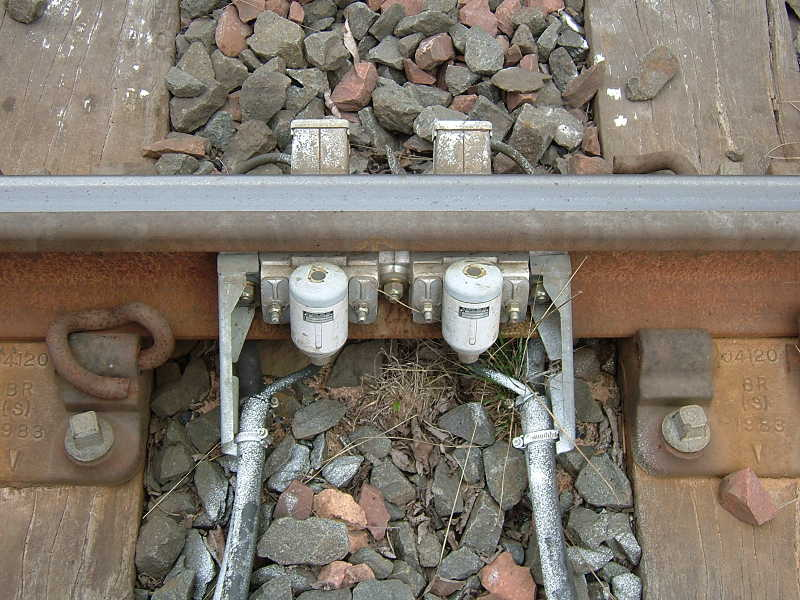
차축의 회전수를 세는 차축 검지기.

TTC는 대부분의 교통 체계와 같이 열차 신호 체계에 '신호등'을 사용한다. TTC는 일반적으로 폐색 신호기를 이용하며, 연동 신호기 또한 사용한다. 토론토 지하철의 신호 체계는 1950년대 토론토의 첫 지하철 노선인 영 노선이 개통한 이후로 60년동안 한 번도 바뀐 적이 없다. 신호 체계는 고정 폐색 신호(열차가 지나갈 수 있는 선로)에 따라 작동하며, 불이 깜빡임으로써 다음 신호를 받기 전까지 열차가 안전하게 갈 수 있도록 한다. 연동 신호기 또는 보호 신호기는 선로가 양갈래로 갈라져 열차가 두 방향으로 모두 갈 수 있을 때 사용한다. 이 신호는 열차가 신호를 위반할 경우 열차가 자동으로 멈추도록 연계되어 있다. 만약 한 열차가 한 블록을 점유하고 있다면 그 뒤로 두 블록의 신호등이 빨간 불로 바뀌어 뒤따라오는 열차가 멈추도록 하는데, 이는 열차간 거리를 맞추어 비상 상황을 대비하기 위함이다. 이는 뒤따라오는 열차가 신호를 어겨도 작동이 되는데, 위와 같이 신호를 어길 경우 열차가 비상 정차하게 된다. 기존 신호체제의 한계로 인해 새로운 신호체제가 필요해지자, 토론토 교통국은 2020년까지 영-유니버시티선의 신호를 자동 열차 운전 장치 (ATC)로 교체하고 있으며, 현재 셰퍼드 웨스트역부터 본역까지 ATC 신호 체제로 교체되었다.
스카버러 RT는 열차의 움직임을 제어하기 위해 자동 열차 제어 장치 (ATC)를 이용하며 이에 따라 기존의 지상 신호를 쓰지 않는다. 열차가 고장나지 않고 정상 운행을 돕기 위해 차내 신호로 쓰이는 컴퓨터의 백업용으로 쓰이기도 한다. 이는 열차 기관사가 전동차를 제어할 수 있도록 하고 열차 운전석 내에서 보여지는 정보를 토대로 열차를 작동할 수 있도록 한다. 컴퓨터 오류가 생길 때에는 전동차가 절대 폐색 기법 (선로의 한 구간을 어떤 열차라도 앞서가는 열차가 통과할 때까지 절대로 진입할 수 없도록 하는 기법)을 쓴다. 절대 폐색은 열차 지연이 예상됨으로 인해 다음 역에서 승객을 모두 내리게 한 뒤에 이루어진다.
스카버러 RT는 열차의 위치를 확인하는 데 궤도 회로를 사용하는 대신 차축 검지기를 사용하여 다른 지하철과 차별화하였다.

## 선로
스카버러 RT를 제외한 토론토의 노면 전차와 지하철은 독특하게도 표준궤보다 60mm가 넓은 1495mm의 선로를 사용한다. 이에 대해서는 많은 설이 있지만 가장 설득력 있는 이유는, 노면 전차의 선로가 비포장도로에서는 마차를 끄는 데 쓰였고, 그에 따라 치수가 다른 선로를 사용하게 되었다는 것이다. 또 선로와 차량을 표준궤에 맞게 바꾸는 데도 돈이 많이 들어가므로 (바꾼다 해도 어떠한 이익을 얻지는 못한다) 독특한 선로가 오늘날까지 남아있다는 것이다.
심지어 이 독특한 치수의 선로로 인해 시내 도로에 표준궤 설비를 들여오는 것이 어렵게 되었다.
20세기 중반, 노면 전차를 포함한 지하철을 터널과 시내 도로에서 운행하려는 계획 때문에 노면 전차와 지하철은 같은 궤간을 쓰게 되었다. 한편, 스카버러 RT가 표준궤를 사용함에 따라 이 노선은 다른 노선과 이어지지 않게 되었고, 스카버러 RT의 ICTS 전동차를 RT만의 차량 기지인 매코원 차량 기지로 옮겨야 했기 때문에 트럭이 전동차를 나르게 되었다.

## 시설
아래는 토론토 지하철의 차량기지 목록이다.
| 차량기지            | 개통연도 | 취급 차량           |
| ------------------- | -------- | ------------------- |
| 데이비스빌 차량기지 | 1954     | 1호선 및 4호선 차량 |
| 그린우드 차량기지   | 1966     | 2호선 차량          |
| 윌슨 차량기지       | 1977     | 1호선 및 4호선 차량 |
| 매코원 차량기지     | 1985     | 폐쇄                |
| 빈센트 차량기지     | 1966     | 폐쇄                |

토론토 교통국에는 또한
- 2012년 기준 80대의 엘리베이터와 291대의 에스컬레이터가 가동 중이다.[9]
- 28곳의 주차장에 13,553대의 주차 공간이 마련되어있다.[9]

## 미래 연장 계획
2017년 12월 기준 토론토 지하철은 1호선 영-유니버시티 본 연장 구간이 개통되었으며 에글린턴 애비뉴 경전철 신설 공사가 이루어지고 있다. 그 외 셰퍼드 이스트 경전철과 이토비코-핀치 웨스트 경전철이 착공 예정에 있고 다운타운 릴리프 선의 건설이 논의되고 있다.

### 에글린턴 크로스타운 경전철
5호선 에글린턴 크로스타운 경전철 (Eglinton Crosstown LRT)은 2007년 토론토 전 시장인 데이비드 밀러와 토론토 교통국 의장 애덤 지엄브로니가 토론토 경전철 건설안인 트랜짓 시티 계획 (Transit City)의 일부로 발표한 것에서 유래하였는데, 원래 계획은 토론토 피어슨 국제공항에서 에글린턴 애비뉴를 따라 케네디역에 종착하는 것이였다. 하지만 2010년 12월, 롭 포드 토론토 시장이 취임하게 되면서 취임 첫 날에 전 시장이 계획했던 트랜짓 시티 계획안을 취소하였다. 이후 포드 시장은 새로운 에글린턴-스카버러 크로스타운선과 셰퍼드 지하철 연장안을 내놓았으며 온타리오 주정부 또한 호의적인 반응을 보였다.
새로 나온 계획은 에글린턴 애비뉴 경전철을 완전히 지하로 짓고 스카버러 RT와 연계하여 블랙 크리크 드라이브에서 매코원역까지 원스톱으로 운행하도록 하였다. 하지만 이 계획에 따르면 공사 비용은 82억 달러로 거의 두 배로 늘고 기존의 경전철 건설안에 비해 정류장 수가 적어진다. 이에 맞서 2012년 2월 8일, 토론토 시의회는 특별회의를 열고 카렌 스틴츠 시의원의 제의에 따라 포드 시장의 계획을 수정하기로 하였다. 수정안은 레이어드 드라이브에서 케네디 로드까지, 블랙 크리크 드라이브에서 킬 스트리트까지 지상으로 운행함에 따라 기존의 트랜짓 시티 계획안과 거의 흡사하다. 2012년 11월 30일, 환경영향 평가가 실시됨에 따라 동부 구간의 터널이 브렌트클리프 로드 동쪽에서 돈 밀스 로드 동쪽으로 위치가 변경되고 레슬리 스트리트 정류장이 없어졌으나, 지역 주민들의 의견에 따라 이 변경안은 원상태로 복귀하였다.
에글린턴 경전철과 연계되어 운행하려던 3호선 스카버러는 2013년 1월, 스카버러 지역 토론토 시의원들이 에글린턴 경전철을 짓되 스카버러 RT 구간은 지하철로 지어야 한다고 제안하여 2013년 7월, 에글린턴 경전철과 스카버러 경전철을 연계하여 운행하려던 계획은 취소되었다.
가장 최근의 계획은 블랙 크리크 드라이브에서 케네디역까지 19 km 구간을 운행하는 것으로, 마운트데니스역부터 10 km 구간을 지하로 달리고 브렌트클리프 로드 동쪽으로는 지상으로 운행할 예정이다. 이 경전철은 26개역으로 이루어져있고 모든 역에는 프레스토 교통카드 단말기가 설치될 예정이다. 공사는 2011년 9월 6일에 시작하였고 2022년 또는 23년에 마무리될 예정이다.

### 셰퍼드 이스트 경전철
셰퍼드 이스트 경전철 (Sheppard East LRT) 또한 2007년 3월 16일에 토론토 전 시장인 데이비드 밀러의 트랜짓 시티 계획안의 일부로 발표되었다. 2010년 12월에 롭 포드 시장이 취임함에 따라 트랜짓 시티 계획안을 취소하였고 이 노선의 건설 또한 취소되었다. 이후 2011년 4월, 포드 시장과 온타리오 주 정부는 셰퍼드 지하철을 연장하는 방안을 발표하였으나 경전철 취소에 적지 않은 돈이 들어가고 지하철을 연장하는 데 자금 조달 방안이 마련되지 않았다. 이후 토론토 교통국 의장 카렌 스틴츠는 전문가 위원회를 선임하여 셰퍼드 애비뉴에 지하철 연장을 대신할 수 있는 다른 방안을 찾아보기로 하였으며 2012년 3월 토론토 시의회 특별회의에서 전문가 의원회의 보고서가 상정되고 이 노선의 건설안이 다시 부활하였다. 그리고 3월 22일, 토론토 시의회는 셰퍼드 애비뉴에 경전철을 짓기로 확정하였다.
길이 13km의 경전철 노선인 셰퍼드 이스트선은 돈밀스역에서 셰퍼드 애비뉴 이스트를 따라 스카버러의 매도우베일 로드까지 운행할 예정이다. 셰퍼드 이스트 경전철은 2017년에 착공하여 2021년에 완공할 예정이다.

### 이토비코-핀치 웨스트 경전철
이토비코-핀치 웨스트 경전철 (Etobicoke-Finch West LRT)은 2016년 스파다이나선 연장과 동시에 개통될 핀치 웨스트역에서 험버 대학을 잇는 총 길이 11km의 경전철 노선이다. 이 노선도 2007년 트랜짓 시티 계획안의 일부에 포함되었고 공사비용 12억 달러의 이 프로젝트는 2009년 4월, 온타리오 주정부로부터 자금 지원을 받게 되었다. 하지만 이 노선 또한 2009년 12월에 포드 시장이 취임하면서 경전철 건설안은 취소되고, 이후 2012년에 토론토 시의회 의결로 건설안이 다시 부활하였다. 이 노선은 현재 온타리오 주 당국에서 예비조사를 거치고 있으며 12억 달러 규모의 이 경전철 노선을 지을 시공사는 2017년 초에 발표될 예정이며 LRT는 2021년에 개통할 예정이다.

### 다운타운 릴리프선
다운타운 릴리프선 (Downtown Relief Line, DRL)은 영-유니버시티선 도심 구간과 블루어-댄포스선을 잇는 영 지하철의 넘치는 승객을 분산하게 될 일종의 혼잡 완화 (relief) 노선이다. 이 노선은 1985년 네트워크 2011 계획안으로 스파다이나 애비뉴에서 로저스 센터, 유니언역을 거쳐 페이프역을 이을 계획이였다. 1985년 당시, 영 지하철과 블루어-댄포스선의 환승역인 블루어-영역은 설계 당시의 수용량을 한참 초과하였으며 이 계획에 따르면 셰퍼드선을 영 스트리트에서 빅토리아 파크 애비뉴까지 먼저 짓고 그 다음에 공사가 진행될 예정이었다. 이후 1990년대 초반, 승하차량이 어느정도 감소하고 블루어-영역의 혼잡도가 낮아지면서 이 계획은 전면 보류되었다.
하지만 2001년, 토론토 교통국은 영 지하철의 도심 구간에 승객이 급증하는 것을 주목하게 되고, 토론토 교통국은 대중교통 연장에 관해 어떤 지하철 노선이 연장 및 신설되어야 하는지, 어떤 노선이 주 정부와 연방 정부의 지원을 받아야 하는지에 대한 연구를 진행하였다. 이 보고서에 따르면 셰퍼드 지하철을 돈 밀스 로드에서 빅토리아 파크 애비뉴까지 연장하고 스파다이나 지하철을 요크 대학교에서 스틸즈 애비뉴까지 연장할 것을 제안하였다. 또한 영 지하철을 핀치 애비뉴에서 클라크 블루버드까지 연장하는 것은 다른 두 방안보다 승객을 더 많이 이끌 수 있겠으나 영 지하철은 더 혼잡해질 것이며 스파다이나선을 연장하게 되면 영 지하철의 승객을 어느정도 분산시킬 수 있을 것으로 보인다고 밝혔다.
2007년, 토론토 교통국과 토론토 시 당국은 트랜짓 시티 계획안을 발표하게 되고 이 계획안에서 도심 구간에는 별다른 노선 신설 계획이 존재하지 않았다. 2008년, 토론토 교통국 의장 아담 지엄브로니는 다운타운 릴리프선은 나중에 필요할 것으로 보이나 2018년 이후까지 지어질 것으로 보이진 않는다고 밝혔다. 2009년 1월, 토론토 시의회는 영 지하철의 연장을 승인하되 블루어-영역을 증축하고 온타리오 주 교통기관인 메트로링스가 다운타운 릴리프선을 우선 사항으로 내걸도록 하였다.
2012년 3월, 토론토 교통국 CEO 앤디 바이포드는 넘쳐나는 영-유니버시티-스파다이나선의 승객을 분산시키려면 다운타운 릴리프선이 반드시 검토되어야 하고 이에 대한 논의가 이루어져야 할 것이라고 밝혔다. 메트로링스는 이에 대해 수용량 측에서 보면 다운타운 릴리프선은 온타리오 주 대중교통 계획인 빅 무브 (The Big Move)의 일부로 우선적으로 검토할 수 있을 것이라고 답변하였다. 브루스 매쿠에이그 메트로링스 대표는 다운타운 릴리프선은 우선 순위로 검토하여 빅 무브 프로젝트의 일환으로 15년 안에 지어져야 할 것이라고 주장하였다. 2013년, 토론토 교통국과 메트로링스는 영 지하철은 ATC 신호 체계를 도입한 이후에도 여전히 승객이 넘쳐날 것이며 아직까지 이 노선을 지을 돈이 없지만 2013년 가을부터 공청회를 열어 영 지하철의 승객 분산 방안 및 DRL 건설에 대해 논의할 예정이라고 밝혔다.
2014년 4월 4일부터 12일까지 토론토 교통국과 메트로링스는 토론토와 리치먼드힐에서 릴리프선에 대한 공청회를 열었고 노선 계획에 대한 각종 방안을 검토중이다. 2016년 6월 2일, 토론토 시의 도시 설계를 담당하는 부처에서 페이프역에서 페이프 애비뉴, 이스턴 애비뉴, 킹 스트리트 및 퀸 스트리트를 따라 퀸역을 경유해 오스구드역에 종착하는 노선을 발표하였다. 이와 동시에 온타리오 주 당국은 릴리프선에 대한 설계를 위해 1억 5천만 달러를 투자할 것임을 밝혔다. 이 노선 안은 6월 9일에 있는 주민 공청회에서 여론을 수렴한 다음 시의회에서 표결로 부쳐야 한다.

### 스마트트랙
스마트트랙 (Smart Track)은 2014년 토론토 시장 선거에서 존 토리 후보가 내걸던 대중교통 공약으로, GO 트랜싯의 밀턴선과 스토우빌선 일부를 복선 전철화하여 유니언빌역에서 케네디역, 유니언역을 거쳐 미시소거의 맬튼역을 지나게 될 광역 전철 노선이다. 선거 당시 존 토리 후보는 이 노선은 기존 선로를 복선 전철화하는 공사로 경전철 및 중전철 건설 비용을 절감할 수 있고, 차도를 맞닿지 않아 효율적인 운행이 가능할 것이라고 주장하였다. 같은 해 10월 27일, 토리 후보가 토론토 시장으로 당선됨으로써 스마트 트랙 계획안은 빛을 보게 되었다.
임기 첫 날인 12월 1일, 존 토리 시장은 온타리오 주지사 캐슬린 윈과 회동하여 스마트 트랙에 대해 논의하였다. 윈 주지사는 "스마트 트랙은 이미 주정부와 주 공기업인 메트로링스 계획에 포함되어 있으며 이번 회동에서 시 정부가 내거는 모든 사안에 동의할 수는 없지만 두 정부 공직자가 공개적으로 논의를 한다는 것은 매우 바람직한 현상"이라고 밝혔다. 열흘 뒤인 12월 11일, 토리 시장은 스티븐 하퍼 캐나다 총리 및 조 올리버 연방 재무 장관과 토론토 피어슨 국제공항에서 간담회를 열어 스마트 트랙의 중요성을 역설하였다. 시장은 트위터를 통해 하퍼 총리와의 정담은 순조롭게 이어졌으며 생산적이고 건설적인 논의가 이루어졌다고 밝혔다. 한편, 같은 날 토론토 시의회는 롭 포드 토론토 전 시장 및 현 시의원을 제외한 전원 찬성으로 스마트 트랙을 발빠르게 연구하는 방안을 통과하였다. 이에 따라 스마트 트랙의 중간 보고서는 2015년 1월 22일에 나올 전망이다.

### 블루어-댄포스선 스카버러 연장
2013년 10월, 토론토 시의회는 노후된 3호선 스카버러를 대체하는 동시에 스카버러 연선에 늘어나는 승객을 감당하기 위해 블루어-댄포스를 현재 동부 종점인 케네디역에서 북쪽으로 스카버러센터역을 거쳐 셰퍼드 애비뉴까지 잇는 계획안을 가결하였다. 토론토 시 당국과 온타리오 주 정부와 캐나다 연방 정부가 모두 공사비 분담 의향을 밝혀 기존의 스카버러 경전철 신설안 내지는 에글린턴 크로스타운 경전철 연장안을 제치고 지하철 연장쪽으로 가닥을 잡을 예정이다.
스카버러 지하철 연장은 에글린턴 애비뉴부터 셰퍼드 애비뉴까지 최소 세 정류장이 신설될 예정에 있었다. 토론토 교통국은 지하철 연장에 대한 환경 영향 평가를 2014년 11월부터 실시하고 있으며 이는 2016년 6월에 최종 발표될 예정이다. 한편 2016년 1월 29일, 토론토 시의회 집행위원회에서는 기존의 세 정류장 연장을 케네디역에서 스카버러 타운 센터까지 한 정류장만 연장하는 안을 통과하였으며, 나머지 스카버러 지역의 승객 수요는 스마트 트랙으로 흡수한다는 계획이다.

## 같이 보기
- 토론토 교통국
- 지하철 목록
- GO 트랜싯